# Toni Morrisonová
Toni Morrisonová, vlastním jménem Chloe Anthony Wofford (18. února 1931 Lorain, Ohio, USA – 5. srpna 2019 Bronx, New York) byla americká spisovatelka, redaktorka a profesorka. V roce 1993 obdržela Nobelovu ceny za literaturu. Její knihy jsou známy díky užívání epických témat, živých dialogů a propracovaných charakteristik postav afroamerického původu. Mezi její nejznámější knihy patří Velmi modré oči, Píseň o Šalamounovi nebo Milovaná, za kterou získala v roce 1988 Pulitzerovu cenu. Americkým časopisem s názvem Ladies' Home Journal byla vybrána mezi třicet nejmocnějších žen v Americe.

## Život a kariéra
Toni Morrisonová se narodila ve městě Lorain v americkém státě Ohio do chudé dělnické rodiny jako druhé ze čtyř dětí. Jako malé dítě Toni neustále četla, jejími oblíbenými autory byli Jane Austenová a Lev Nikolajevič Tolstoj.
Její otec George Wofford pracoval jako svářeč. Své dceři často vypravoval příběhy černošské komunity a to způsobem, jež později našel uplatnění i v bezpočtu knih Toni Morrisonové.
V roce 1949 byla přijata ke studiu angličtiny na prestižní černošské Howardově univerzitě. Zde začala užívat přezdívky Toni, jež má svůj původ v jejím prostředním jméně Anthony. V roce 1953 Toni úspěšně ukončila bakalářské studium. Na magisterské studium nastoupila na Cornellovu univerzitu, kde úspěšně obhájila práci o sebevraždách v dílech W. Faulknera a V. Woolfové, což jí dopomohlo k získání titulu v roce 1955. Po studiích působila jako asistentka pro výuku angličtiny na Texaské jižní univerzitě (Texas Southern University) ve městě Houston, po dvou letech se však vrátila zpět na Howardovu univerzitu. V této době se také stala členkou spolku Alpha Kappa Alpha, což je spolek žen zabývajících se sociální činností za účelem zlepšení sociálních a ekonomických životních podmínek.
V roce 1958 se provdala za Howarda Morrisona, s nímž měla dvě děti – Harolda a Sladea. V roce 1964 se s Howardem rozvedla a s oběma dětmi se přestěhovala do města Syracuse ve státě New York, kde působila jako redaktorka učebnic. O rok a půl později začala pracovat v centrální pobočce největšího světového nakladatele anglicky psaných knih Random House, Inc.
Jako redaktorka hrála Morrisonová důležitou roli pro šíření afroamerické literatury mezi veřejnost. Vydávala díla černošských autorů jako byli například Toni Cade Bambarová či Angela Davisová nebo Gayl Jonesová.
Toni Morrisonová vyučovala angličtinu na Státní univerzitě v New Yorku.

## Toni Morrisonová jako spisovatelka
Toni začala se psaním beletrie již v době studia na Howardské univerzitě, kde byla členkou neformálního spolku básníků a spisovatelů, kteří se čas od času scházeli za účelem výměny nápadů a prodiskutování svých prací. Na jedno z takovýchto setkání přišla Toni s povídkou o černošské dívce, která toužila mít modré oči. Z tohoto díla se pak vznikl její první román Velmi modré oči, který sepsala během svého působení na Howardské univerzitě za soustavně probíhající péče o své dvě děti. Toto dílo bylo v roce 2000 vybráno do knižního klubu Oprah Winfrey (americká moderátorka, kritička, několikanásobná výherkyně ceny Emmy, herečka nominovaná na Oskara a vydavatelka časopisu).
V roce 1973 byl její román Sula nominován na proslulé americké ocenění National Book Awards.
Její třetí román Píseň o Šalamounovi upoutal pozornost celého národa, stal se součástí amerického klubu Book of the Month Club (uznávaný americký klub, jež svým zákazníkům každý měsíc zasílá poštou nabídku nové knihy, kterou je následně možné objednat taktéž poštou na dobírku), a to jako první vybraná kniha afroamerického autora od roku 1940, kdy byla takto uznána kniha Syn černého lidu (Native Son, do českého originálu přeložil G. Černý) od afroamerického spisovatele Richarda Wrighta. Mimo to vyhrála Píseň o Šalamounovi také ocenění Národního spolku kritiků (National Book Critics Circle Award).
Její další dílo Milovaná mělo v roce 1988 velký úspěch u kritiky. Mnoho spisovatelů protestovalo proti tomu, že této knize nebyla udělena cena National Book Award, ani ocenění Národního spolku kritiků (National Book Critics Circle Award). Krátce po tomto neúspěchu obdržela Toni Morrisonová za toto dílo Pulitzerovu cenu za beletrii. Podle výše uvedeného díla byl v roce 1998 natočen stejnojmenný film, ve kterém bylo možné spatřit hvězdy jako je Oprah Winfreyová či Danny Glover.
Později Toni Morrisonová použila životní příběh Margaret Garnerové znovu v opeře "Margaret Garner", ke které vytvořil hudbu Richard Danielpour. V roce 2006 byl román Milovaná označen kritikou newyorského deníku The New York Times za nejlepší afroamerický román za poslední čtvrtstoletí.
V roce 1993 se Toni Morrisonová stala první Afroameričankou, které byla udělena Nobelova cena za literaturu.
Ačkoli se spisovatelčina díla často zaměřují na životy Afroameričanek, ona sama se nedomnívá, že by její díla byla jakkoli feministická, a ve svých přednáškách a esejích přichází s vlastní koncepcí autentického černého psaní.
Mimo svou vlastní tvorbu spolupracovala Morrisonová se svým nejmladším synem Sladem, jenž se stal kreslířem a hudebníkem, na vydávání knih pro děti.
Morrisonová vyučovala angličtinu na dvou pobočkách State University of New York.
Toni Morrisonová byla kritizována za to, že navzdory jejímu členství v programu kreativního psaní až do roku 1990 nenabízela svým studentům pravidelné semináře kreativního psaní. Na místo toho Toni Morrisonová vytvořila tzv. Princeton atelier, což byl program, který umožňuje talentovaným studentům setkat se se světově proslulými autory, kteří jsou uznávaní kritikou. Studenti pak společně s těmito autory produkují umělecká díla, která jsou poté po skončení semestru prezentována veřejnosti.
V Princetonu využívala Morrisonová svých schopností k podpoře nových umělců, stejně tak jako umělců věnujících se tvorbě nových druhů umění.
Barnard College ji na svém zahajovacím ceremoniálu v roce 1979 udělila nejvyšším oceněním – medailí za proslulost (the Barnard Medal of Distinction). Oxfordská Univerzita jí v červnu 2005 udělila čestný titul doktor literatury.
V listopadu 2006 navštívila Morrisonová jako druhou návštěvu měsíc trvajícího programu „Grand Invité“ muzeum Louvre v Paříži. Toni Morrisonová pracovala jako redaktorka amerického týdeníku The Nation.

## Politika
Toni Morrisonová označila Billa Clintona za "prvního černošského prezidenta", což odůvodňuje tvrzením, že jeho život obsahuje snad všechny znaky černošství, totiž, že se narodil v chudé rodině, jež spadala do dělnické třídy, že vyrůstal pouze s jedním z rodičů, hrál na saxofon a v neposlední řadě že byl "chlapcem z Arkansasu milujícím jídlo od McDonald's a jinou nezdravou stravu." Tento názor byl přijat a propagován Clintonovými stoupenci operujícími pod názvem Congressional Black Caucus, známým zejména pod zkratkou CBC. Kritikové si však z jejího názoru dělali legraci. Je nutné poznamenat, že tato výpověď měla ilustrovat podobu mezi tím, jak se ke Clintonovi chovali někteří jeho oponenti za běžných okolností a tím, jak se k němu chovali především během jeho zpochybňujících jednání, a zkušenostmi těch Afroameričanů, kteří byli pronásledováni veřejnými úřady kvůli své barvě pleti, spíše než život s ohledem na Clintonův původ. Nicméně v prezidentských volbách v roce 2008 podpořila Toni Morrisonová Senátora Baracka Obamu, ne kandidátku Hillary Clintonovou, jak by bylo možné předpokládat.

## Dílo
Sama sebe označuje za afroamerickou spisovatelku. Důraz klade na černošství a ženství zasazené do kontextu afroamerické historie ve Spojených státech – zvláště té, která se týká otroctví, jak o tom podrobně pojednává Alena Dvořáková v několika kapitolách knihy K postkolonialismu.

### Romány
- Velmi modré oči (The Bluest Eye, 1970), česky 1973, přel. Michael Žantovský, někdy též i Nejmodřejší oči
- Sula (Sula, 1974)
- Píseň o Šalamounovi (Song of Solomon, 1977), někdy také Šalamounova píseň, přel. Hana Žantovská – tento román se stal bestsellerem, prodalo se jej půl miliónu výtisků a získal Národní knižní cenu kritiky.
- Léčka (Tar Baby, 1981)
- Milovaná (Beloved, 1987), přel. Hana Žantovská, inspirací k tomuto dílu byla novinová zpráva z roku 1855 o otrokyni, která uprchla i s dětmi ke své svobodné tchyni. Při tom však byla chycena a tak se rozhodla děti zabít (pravděpodobně aby je ušetřila otroctví), zabila však pouze jedno z nich. Román je pojat spíše jako balada. Tématem není otrokářství a zlo z něj vyplývající, ale spíše zápas o svobodu. Román získal v roce 1988 Pulitzerovu cenu
- Jazz (1992, česky 1995), přel. Zuzana Mayerová
- Vzpomínky na otroctví
- Ráj (Paradise, 1998), česky 2001, přel. Zuzana Mayerová
- Láska (Love, 2003), česky 2005, přel. Zuzana Mayerová
- Milosrdenství (2008)

### Dětská literatura (se Sladem Morrisonem)
- Velká krabice (The Big Box 2002)
- Kniha lakomců (The Book of Mean People 2002)

### Povídky
- Recitatif (1983)

### Divadelní hry
- Dreaming Emmett (1986)

### Libreta
- Margaret Garner (poprvé na jevišti v roce 2005)

### Další knihy
- The Black Book (1974)
- Birth of a Nation'hood (spoluredaktorka, 1997)
- Playing in the Dark (1992)
- Remember: The Journey to School Integration (duben 2004])

### Články
- This Amazing, Troubling Book (analýza Dobrodružství Huckleberryho Finna od Marka Twaina)

## Ocenění a nominace
- 1993 – Nobelova cena za literaturu
- 1988 – Pulitzerova cena za beletrii za novelu Milovaná
- 2008 – nominace na cenu Grammy za nejlepší mluvené album pro děti Who's Got Game? The Ant or the Grasshopper? The Lion or the Mouse? Poppy or the Snake?